# My Ceti
My Ceti (μ  Ceti, förkortat My Cet, μ  Cet) som är stjärnans Bayerbeteckning, är en visuell kvadruppelstjärna belägen i den nordöstra delen av stjärnbilden Valfisken (stjärnbild). Den har en kombinerad skenbar magnitud på 4,27 och är synlig för blotta ögat där ljusföroreningar ej förekommer. Baserat på parallaxmätning inom Hipparcosuppdraget på ca 38,8 mas, beräknas den befinna sig på ett avstånd av ca 84 ljusår (ca 26 parsek) från solen.

## Egenskaper
My Ceti A är en blå till vit stjärna i huvudserien av spektralklass F0V, men har även klassificerats som underjättestjärna F0IV. Den har en uppskattad massa som är ca 1,6 gånger större än solens massa, en radie som är ca 1,7 gånger större än solens och utsänder från dess fotosfär ca 8 gånger mera energi än solen vid en effektiv temperatur på ca 7 140 K.
My Ceti A anses vara en Delta Scuti-variabelstjärna. De andra komponenterna, My Ceti B, C och D är av spektralklass G3V, G2 V respektive G6 V. Dessa upptäcktes alla under ockultationer av My Ceti av Månen. En av dem har en omloppsperiod på 1 202 dygn.